# بخش باکتاپور
بخش باکتاپور (به لاتین: Bhaktapur District) یک بخش در نپال است که در استان شماره ۳ واقع شده‌است. بخش باکتاپور ۱۱۹ کیلومتر مربع مساحت و ۳۰۴٬۶۵۱ نفر جمعیت دارد.